# Audemars Piguet
Pour les articles homonymes, voir Piguet.
Audemars Piguet, fondée en 1875 par Jules-Louis Audemars et Edward-Auguste Piguet, est une manufacture d'horlogerie de luxe suisse, installée au Brassus dans la vallée de Joux,.
Audemars Piguet fait partie de ce que les amateurs d'horlogerie appellent la « Sainte Trinité » , aux côtés de Patek Philippe et Vacheron Constantin, comprenant les trois manufactures horlogères suisses les plus prestigieuses.
Jasmine Audemars, arrière petite-fille de Jules-Louis Audemars, était à la tête du conseil d'administration jusqu’en novembre 2022, remplacée dorénavant par Alessandro Bogliolo.
La marque, présente dans 88 pays, compte 1 600 collaborateurs dont 1 000 en Suisse. La manufacture dispose d'une dizaine de filiales et d'une vingtaine de boutiques.
En 2024, Audemars Piguet a réalisé un chiffre d'affaires estimé à 2,38 milliards CHF pour une production limitée à 51 000 montres, toutes confectionnées à la main. Le prix de vente moyen d'une montre Audemars Piguet est d'environ 49 075 CHF hors taxes en 2024.

## Historique

### Origines
Le 17 décembre 1875, Jules-Louis Audemars décide d'ouvrir un atelier d'horlogerie dans la ferme familiale, située au Brassus, dans la vallée de Joux en Suisse après avoir suivi un apprentissage en horlogerie auprès de son père. Audemars occupe les fonctions de « repasseur » pour les montres à complication, c'est-à-dire qu'il contrôle les montres avant leur commercialisation. Quand le nombre de commandes devient trop important pour lui, il fait appel à un ancien camarade de classe et ami pour l'aider : Edward-Auguste Piguet, lui aussi formé à l’horlogerie par sa famille,.
Audemars et Piguet décident de s'associer pour créer et vendre leurs propres modèles. Le 17 décembre 1881, les deux amis signent le contrat officialisant le lancement de leur entreprise. Ils fondent la manufacture horlogère « Audemars Piguet & Cie »,.

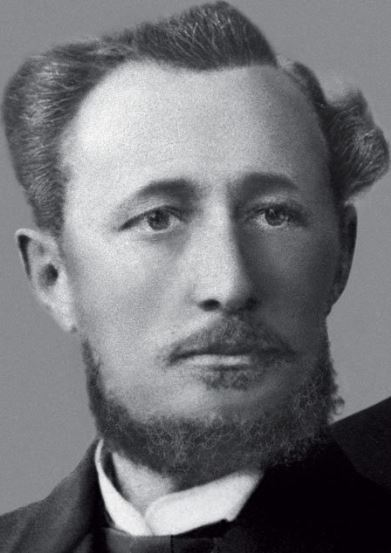
Jules Louis Audemars

Dès le début, la manufacture se spécialise dans les montres à complication et les mécanismes horlogers de précision. Ils bâtissent leur renommée grâce à la qualité de leur travail et à la modernité de leurs montres. Le premier s'occupe de la fabrication, tandis que le second apporte la touche finale aux produits. Leur entreprise s'adresse à un public haut de gamme qui apprécie les créations originales : la marque personnalise chaque modèle et innove le plus possible.
Dès 1882, la marque présente ses premiers modèles avec quantième perpétuel, répétition minute ou chronographe. L'entreprise effectue ses premiers recrutements et se spécialise dans les montres à sonnerie.
Très vite, les cofondateurs se réorganisent. Si Audemars continue d'assurer la fabrication des montres, Piguet se consacre dorénavant au développement commercial de la marque.

### Développement international
En 1885, Audemars Piguet ouvre une succursale à Genève. En 1888, des commerciaux indépendants représentent la marque à Berlin, New York, Paris et Buenos Aires.
La marque arrive sur le marché français l'année suivante. Elle expose sa collection de montres de poche à complications lors de l'Exposition universelle de Paris de 1889. Avec 70 ouvriers, l'entreprise devient le 3e plus grand employeur du canton de Vaud en Suisse,.
En 1891, la manufacture présente le plus petit répétiteur à mouvement au monde (18 mm de diamètre). En 1892, elle réalise la première montre-bracelet à répétition minutes sur commande de Louis Brandt, de la manufacture Helvetia,. C'est une innovation mondiale. Un an plus tard, l'entreprise décide de consacrer sa production aux montres-bracelets.
En 1899, la marque lance une montre de poche à grande complication. Parmi ses fonctionnalités : une grande et une petite sonnerie, un mécanisme de répétition minutes par carillon, un réveil, un quantième perpétuel et un chronographe à seconde foudroyante.

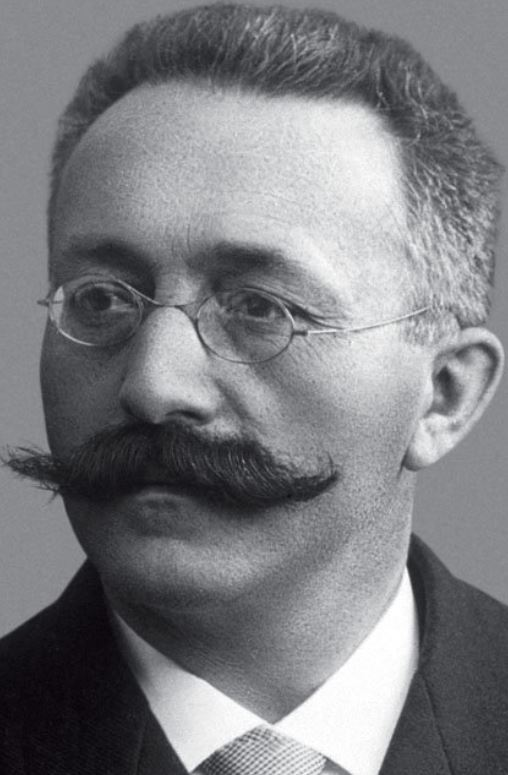
Edward Piguet

En 1915, le plus petit mouvement de répétition à 5 minutes voit le jour dans les ateliers Audemars Piguet. La même année, la manufacture présente sa collection Grande Complication. Des montres qui indiquent heures, minutes et secondes, sont également pourvues d'un calendrier perpétuel et d'un chronographe. Parallèlement, une autre montre de poche à très grande complication est présentée. Elle contient 15 complications. Un cadran en émail bleu sur lequel sont gravées 315 étoiles ainsi que leur nom, reproduit avec exactitude la position des astres dans le ciel de Londres, où est livrée la montre.

### Rebond après 1918
En 1918 et 1919 respectivement, Audemars et Piguet meurent. La manufacture est reprise par leurs successeurs : Paul-Louis Audemars et Paul-Edward Piguet. La manufacture se réorganise et reprend sa production : elle emploie une vingtaine de personnes et inclut Cartier et Tiffany & Co. parmi ses clients.
En 1921, la première montre-bracelet à heures sautantes voit le jour. En 1925, la marque lance la montre à gousset la plus fine au monde (1,32 mm).
Pendant la crise de 1929, les ventes chutent à 737 montres contre 2000 en 1920. En 1933, le fils de Paul-Louis Audemars, Jacques-Louis Audemars, prend les commandes de l'entreprise en misant sur la production de chronographes. En 1934, Audemars Piguet met au point la première montre squelette, permettant de voir son mécanisme.

### 1945: poursuite des innovations
L'entreprise est relancée après la Seconde Guerre mondiale et en 1949, Audemars Piguet participe pour la première fois à la Foire aux échantillons de Bâle. En 1946, la montre-bracelet à remontage manuel avec son mouvement de 1,64 mm d'épaisseur sort des ateliers de fabrication. Quant à la première montre-bracelet dotée d'un quantième perpétuel, elle est commercialisée en 1957. En 1962, Georges Golay devient directeur commercial de l'entreprise. La manufacture continue la fabrication de montres à complication.
En 1967, la marque présente le mouvement automatique avec rotor central en or le plus fin du monde avec seulement 2,45 mm d'épaisseur,. En 1986, la manufacture intègre pour la première fois un tourbillon dans une production en série. La même année, elle commercialise la première montre ultra-plate tourbillon à remontage automatique. La cage du tourbillon est alors la plus petite au monde. La même année, une montre-bracelet rectangulaire, composée de 412 pièces, sort des ateliers de production.
En 1989, la marque lance la « Dual Time ». Il s'agit de la première montre affichant l’heure d’un second fuseau horaire à partir d’un seul mouvement. En 1991, la marque commercialise la « Star Wheel », qui se caractérise par l'affichage des heures par triple disque tournant sur une minuterie en arc de cercle. Trois ans plus tard, l'entreprise met au point un mouvement grande et petite sonnerie et répétition à quarts sur deux timbres. Jusqu'ici, seules les montres de poche pouvaient être pourvues de ce mécanisme. Il est alors intégré pour la première fois dans une montre-bracelet. En 1995, la marque crée le premier modèle grande complication à remontage automatique.
Dix ans plus tard, la marque présente une création à échappement libre à coup perdu, inspiré de la marine. La même année, elle utilise pour la première fois une platine en agate mousse. Parmi les autres montres phares de la marque se trouve la « Jules Audemars », commercialisée en 2009. Elle présente alors la particularité d'avoir une fréquence de 43 200 alternances par heure.

## Produits

### Royal Oak

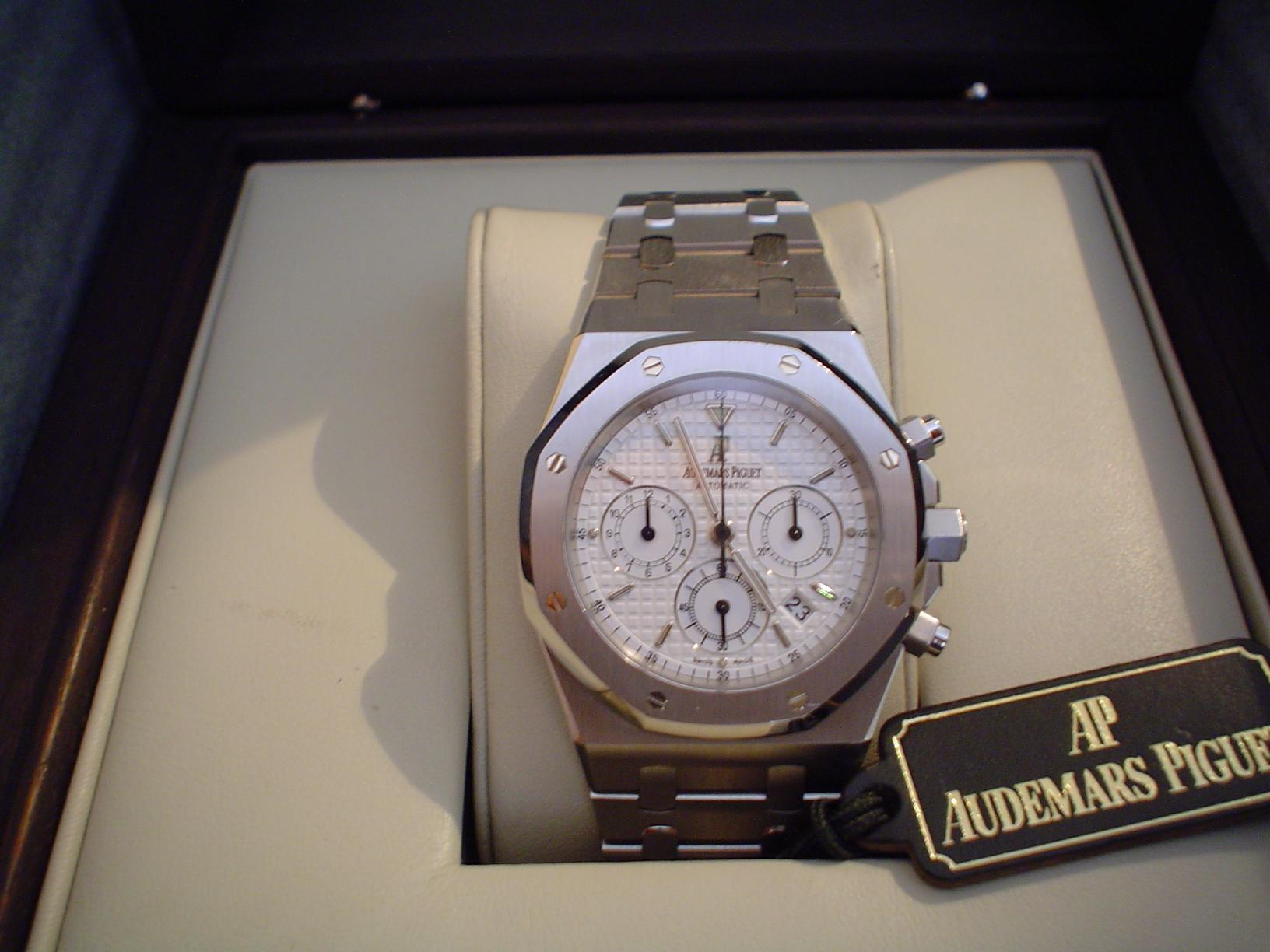
Chronographe Royal Oak.

À la foire de Bâle en 1972, Audemars Piguet lance la « Royal Oak », la première montre de sport de luxe. La particularité de ce modèle réside dans l'utilisation de l'acier. Pour la première fois, l'acier est utilisé comme un métal précieux. Mais la montre se distingue surtout par son design : le cadran octogonal est doté de huit vis hexagonales apparentes et d'un bracelet intégré. La montre abrite un calibre 2121, un mouvement mécanique à remontage automatique de 3,05 mm d’épaisseur,.
Cette montre est dessinée par Gérald Genta la veille de la foire horlogère de Bâle en 1971 et propose un design radicalement différent des montres de l'époque. Elle doit séduire le public italien à qui elle est destinée et contrer l'émergence des montres à quartz venues du Japon,. Un an plus tard, la montre est présentée officiellement au public. Son nom vient de Charles II d'Angleterre qui, pour échapper aux troupes d'Oliver Cromwell, se cacha dans un chêne, devenu un « chêne royal ». Plus tard, entre 1769 et 1914, le terme Royal Oak est repris et donné à quatre bâtiments de la flotte britannique.
Au début, la montre peine à séduire. La mode est aux petits formats alors que la Royal Oak est plus imposante. De plus, la montre est en acier et coûte dix fois le prix d'une Rolex Submariner de l'époque. En 1974, Giovanni Agnelli, dirigeant de l'entreprise Fiat, l'arbore à son poignet. L'acteur Alain Delon porte une Royal Oak dans le film Comme un boomerang (1975).
Au fil des ans, la montre devient l'emblème de la marque. La montre est alors régulièrement revue et dotée de nouvelles fonctionnalités. En 1983, une phase de lune et un calendrier lunaire viennent compléter le modèle. Un an plus tard, le calendrier perpétuel est ajouté. En 2002, trente ans après le lancement de la montre, la marque édite une série spéciale et limitée : la Royal Oak Concept. Cent cinquante modèles sortent des ateliers de production.
En 2010, une autre Royal Oak fait parler d'elle, il s'agit du modèle Équation du temps, qui différencie heure solaire et heure légale. 423 composants sont nécessaires pour créer cette nouvelle montre. Celle-ci est ajustée sur mesure en fonction du degré de longitude de la ville définie par l'acquéreur.
En 2011, la marque présente la Royal Oak Squelette Tourbillon à l'occasion du Salon international de la haute horlogerie. Un an plus tard, soit à l'occasion des quarante ans du modèle phare de la marque, la manufacture lance la Royal Oak Extra-plate et le Royal Oak Tourbillon Extra-plat Squelette en édition limitée. En 2013, la marque présente la Royal Oak Automatique, dotée d'un bracelet en crocodile bleu et d'un cadran en or gris surmonté de 470 diamants.
En 2014, la marque présente la Royal Oak Tourbillon Concept GMT lors du Salon international de la haute horlogerie. Ce modèle est notamment composé de céramique.

#### Royal Oak Offshore
En 1992, la manufacture lance une nouvelle version pour le sport extrême. Elle crée la collection Royal Oak Offshore. Cette fois, l'acier est associé au caoutchouc.
Un an plus tard, la Royal Oak Offshore Grande Complication fait son apparition. Elle est composée de titane, caoutchouc et céramique, et mesure 44 mm de diamètre. 648 composants sont utilisés pour assurer son mouvement et ses différentes fonctions. Le tout est placé dans 8 cm3. 700 heures de travail sont nécessaires pour sa fabrication, qui ne s'effectue que sur commande et par un seul artisan.
En 2014, la marque revisite la Royal Oak Offshore 42 millimètres de diamètre et lance un Tourbillon Royal Oak Concept GMT en céramique blanche et titane, avec une réserve de marche de dix jours.
De 1993 à 2014, la montre est déclinée en plus de 150 modèles différents. En 2005, la marque crée le chronographe Jay-Z Royal Oak Offshore en édition limitée.
L'acteur Arnold Schwarzenegger visite l'usine du Brassus en 1998 et, un an après, commence sa collaboration avec l'entreprise horlogère. Il parraine l'ouverture des magasins de New York en 2003 et porte la Royal Oak Offshore T3 à l'écran dans le film Terminator 3. Plusieurs montres issues de sa collaboration avec la marque voient le jour, comme en 2004 avec la Royal Oak Offshore Arnold Schwarzenegger, en 2006 avec le lancement du modèle Jules Audemars Arnold’s All-Stars (portant le nom de son association), ou en 2007 avec le chronographe Royal Oak Offshore Arnold’s All-Stars. En 2011, la marque dédie une montre à l'acteur avec la Royal Oak Offshore Arnold Schwarzenegger The Legacy.

### CollectionJules Audemars
Contrairement à la Royal Oak, qui est un modèle moderne et sportif, la collection Jules Audemars est composée de montres au design plus classique. Fin 1990, Audemars Piguet lance la collection Tradition d’Excellence qui contient huit montres d’exception, dont une Jules Audemars en platine 950. En 2009, la marque présente une montre dotée d'une fréquence hors norme de 43 200 alternances par heure.
En 2011, la marque revoit la collection Jules Audemars. Cinq nouvelles références sont ajoutées. Elle comprend dorénavant une montre automatique, un quantième à phases de Lune, un double fuseau horaire, un tourbillon grande date et un modèle extra-plat. Le modèle extra-plat abrite le calibre 2120 : le mouvement automatique le plus plat du monde avec ses 2,45 mm d’épaisseur.
D'autres modèles à destination des femmes viennent compléter cette série. C'est le cas notamment de La Petite seconde Jules Audemars, qui se décline en or rose ou gris avec une lunette sertie de diamants. La collection comprend également d'autres montres à équation du temps et grande complication.

### Millenary

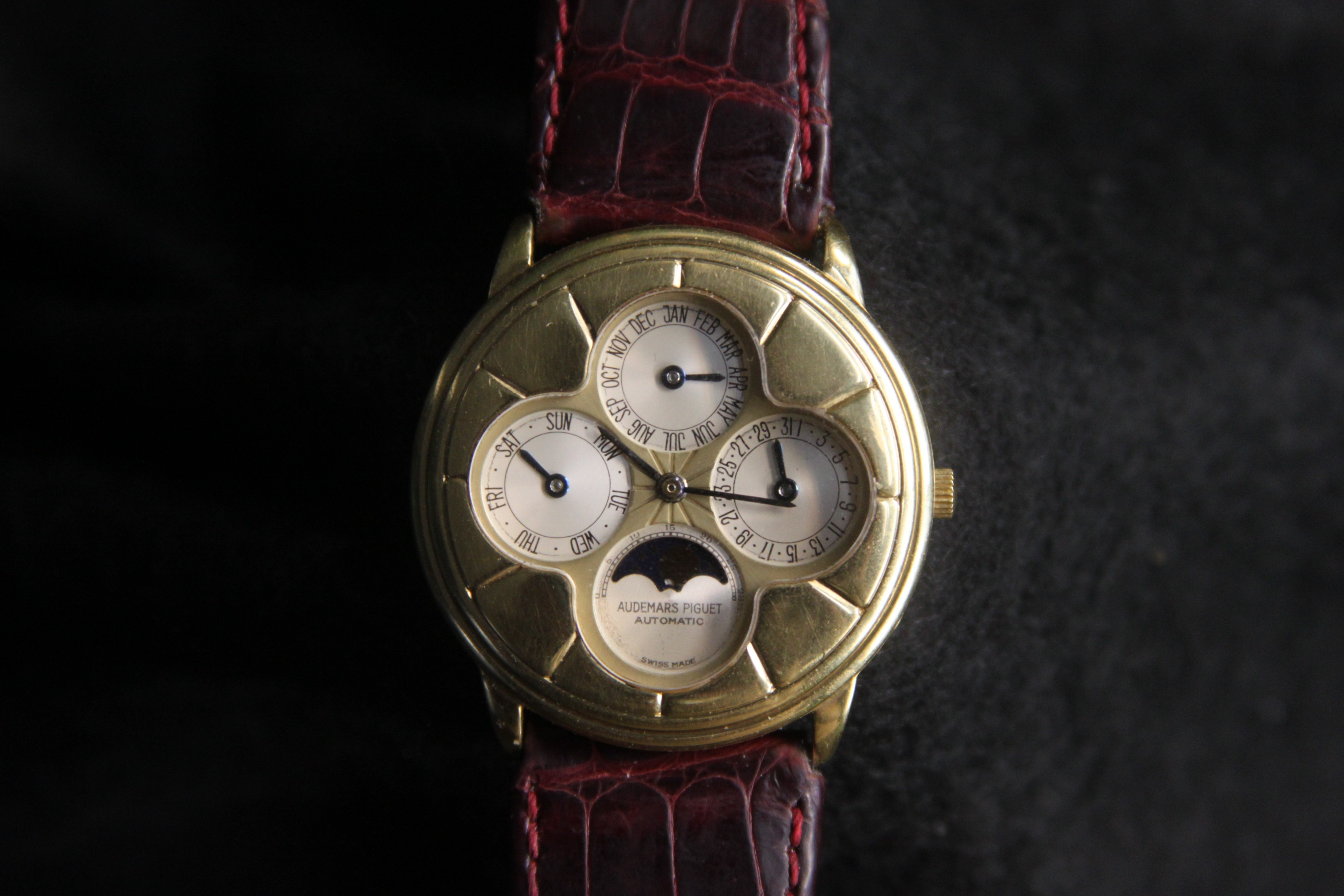
Montre de la marque à quantième perpétuel.

En 1996, Audemars Piguet lance la collection Millenary. Ces montres se distinguent par leur boîtier de forme ovale. Parmi les modèles les plus connus se trouvent les montres Millenary répétition minute avec échappement AP (édition limitée à huit exemplaires) et la Millenary 4101.
Un an plus tard, la marque lance la collection Millenary Ciel Étoilé. Celle-ci comprend deux montres ayant pour le thème la nuit et une évoquant la clarté du jour. En fonction du thème choisi par l'acheteur, la montre arbore tour à tour un disque bleu nuit ou en nacre blanche. Le boîtier en or gris ou rose est serti de 112 à 388 diamants. La montre est également équipée des fonctions de réserve de marche et de phases de lune. Audemars Piguet crée la collection Millenary Précieuse la même année.
En 2007, la marque s'associe avec Quincy Jones qui prête son nom à un modèle de la marque : La Quincy Jones Millenary All Black est éditée à 500 exemplaires. Quelques années plus tard, le chanteur rend visite à la manufacture et découvre les ateliers du Brassus. Une nouvelle montre porte son nom : la Millenary Quincy Jones, dont une partie des recettes est reversée à la fondation du chanteur.
En 2008, la collection Millenary Black & White voit le jour. La même année, la marque reçoit deux récompenses pour sa Millenary Pianoforte sertie, ainsi que pour l’Équation du Temps squelette Jules Audemars lors du grand prix d'horlogerie de Genève.
En 2009, le tourbillon chronographe Millenary Carbon One intègre la collection. Avec son boîtier en carbone forgé et sa réserve de marche de 10 jours, ce modèle rejoint les autres montres de la série Tradition d’excellence comme la pièce no 5 ou encore la Millenary avec seconde morte.
En 2011, le modèle Millanary 4101 remporte le grand prix d'horlogerie de Genève.
En 2014, à l'occasion de l'exposition « Watches and Wonders » à Hong Kong, la marque présente la Répétition minutes Millenary. Il s'agit du premier modèle de la collection abritant un boîtier ovale en or rose.

### Edward Piguet
En 2001, la manufacture intègre dans sa collection Edward Piguet un tourbillon doté d'une platine en quartz rutile faisant office de cadran.
Quatre ans plus tard, le tourbillon Edward Piguet Agate Mousse vient compléter la collection. Il s'agit alors de la première montre au monde équipée d'une platine en agate mousse,.

## Économie

### Production
Jusque dans les années 1970, Audemars Piguet produisait environ 5000 montres par an. En 2000, à l'occasion de ses 125 ans, la manufacture inaugure un nouveau bâtiment au Brassus pour ses ateliers de production.
Pour répondre à une demande en constante augmentation, l'entreprise recrute régulièrement. Un nouveau bâtiment devient indispensable. Le 12 juin 2007, Jasmine Audemars, présidente du conseil d’administration et Georges-Henri Meylan, directeur général, posent la première pierre de la nouvelle manufacture des Forges. Deux ans de travaux suivent pour réaliser cette unité de production de dernière génération. L'usine est inaugurée en 2009. Elle comporte 300 postes de travail. Conçue avec des matériaux recyclés, des parquets en bois labellisé FSC, de la peinture à l’eau, une centrale de chauffe au bois, cette construction se veut respectueuse de l'environnement et des conditions de travail de ses salariés. Cette écoconstruction est labellisée Minergie-Eco. C'est la première construction en Suisse à obtenir ce label.
En 2009, la marque compte un millier d'employés à travers le monde, dont 750 en Suisse.
En 2012, la manufacture emploie 1 100 personnes dont 900 en Suisse. 32 000 montres sont vendues cette année. La marque ambitionne alors de doubler sa production d'ici dix ans. Un an plus tard, le nombre de collaborateurs atteint 1200.
Fin 2012, alors que le bail de l'usine de Meyrin prend fin, la marque décide de construire un nouveau bâtiment dans la même ville pour Centror, son unité de production de boîtes et de bracelets. Le projet est autofinancé à hauteur de 25 millions d'euros. Cette nouvelle usine s'étend sur 4 000 m2 répartis en quatre étages et permet l'embauche d'une trentaine de personnes.
En 2013, si le siège social est situé au Brassus, l'entreprise dispose de l'usine Centror à Meyrin, de la manufacture des Forges au Brassus et d'une unité de production au Locle,.
En 2014, plus de 26 000 montres sortent des ateliers de production. Les montres sont toutes assemblées à la main.

### Chiffre d'affaires
En 2007, la production augmente de plus de 1 000 pièces, passant de 25 300 à 27 400 montres en un an. Audemars Piguet enregistre une hausse de 31 % de son chiffre d'affaires, qui atteint 330 millions d'euros. Un an plus tard, la marque dépasse la barre des 410 millions d'euros.
En 2011, avec plus 30 000 exemplaires vendus, la manufacture réalise plus de 450 millions d'euros de chiffre d'affaires. L'année suivante, celui-ci atteint les 500 millions d'euros, ce qui représente près de 1,5 million d'euros par détaillant. 31 000 montres sortent des ateliers de fabrication pour un prix de vente moyen de 25 000 euros.
En 2013, la marque réalise près de 580 millions d'euros de chiffre d'affaires. Les ventes franchissent un nouveau cap avec 33 000 exemplaires vendus.
En 2023, la marque annonce avoir franchi la barre des 2 milliards d’euros de chiffre d’affaires pour l'exercice 2022. Les ventes atteignent un volume de 50 001 montres produites.

### Distribution
En mars 2008, Audemars Piguet inaugure une nouvelle boutique à Genève. Avec une superficie de 300 m2, il s'agit de la plus grande boutique de la marque. L'ensemble de ses collections est présent, tout comme des pièces plus anciennes.
En 2010, la marque compte 1000 collaborateurs et 14 filiales pour assurer la distribution. La manufacture dispose également de 19 boutiques à travers le monde. Un an plus tard, celles-ci représentent 15 % du chiffre d'affaires de la marque.
Fin 2012, l'entreprise réduit le nombre de références, passant de 200 à moins de 100, et diminue le nombre de nouveautés. Les détaillants sont également moins nombreux,.
Le 31 décembre 2013, la marque inaugure une nouvelle boutique à Zurich. Celle-ci vient s'ajouter aux deux présentes à Genève. La manufacture compte alors 23 boutiques à travers le monde.

### International
En 1999, Audemars Piguet s’implante sur le marché américain. La marque associe son image à celle d'Arnold Schwarzenegger et de Jay-Z, avec succès. En 2008, l'entreprise réalise 20 % de son chiffre d'affaires sur le continent américain. L'Asie représente 40 %, soit autant que l'Europe et le Moyen-Orient réunis. La Chine représente quant à elle 5 %. La marque compte alors un réseau d'une trentaine de revendeurs dans ce pays, et dispose de quatre « corners », dont un basé à Pékin. Un an plus tard, l'entreprise décide de reprendre le contrôle de sa distribution et de son service après-vente.
En 2009, la marque compte 15 filiales dans le monde. En 2010, Hong Kong est le premier marché de l'entreprise, suivi par la zone Amérique latine, avec en particulier le Mexique. La marque poursuit ses efforts au Brésil, en Russie, en Inde, en Chine, ainsi qu'au Moyen-Orient et en Afrique.
En 2013, l'entreprise est présente dans 88 pays et possède une vingtaine de boutiques.

### Filiales
En 1986, Dominique Renaud et Giulio Papi, collaborateurs de la marque, décident de prendre leur envol et de créer leur société spécialisée dans la fabrication de mouvements. Ensemble, ils fondent Renaud & Papi. Très vite, Audemars Piguet prend part au projet. En 1992, la manufacture devient propriétaire de la marque Renaud & Papi avec 52 % de l'entreprise. En 1996, Dominique Renaud quitte sa société et vend ses parts. Robert Greubel, coactionnaire qui détient 4 %, cède également les siennes. L'entreprise suisse les rachète. Deux ans plus tard, la manufacture revalorise sa participation pour atteindre plus de 78 %. La filiale est alors baptisée Audemars Piguet Renaud Papi SA (APRP). Elle est située au Locle.
En 2000, Audemars Piguet, qui détient 40 % de Jaeger-LeCoultre, cède ses parts au groupe Richemont.
Parallèlement à la manufacture de haute horlogerie, APRP fournit également d'autres marques en mouvements comme Richard Mille. Alors que celle-ci se fournit en mouvements chez APRP depuis plusieurs années, APRP décide d'entrer dans son capital. En 2007, la manufacture est actionnaire à hauteur de 10 % de Richard Mille.

### Direction
Georges Golay (1921-1987), administrateur puis directeur chez Audemars Piguet, demande à George-Henri Meylan de travailler à la manufacture. Ce dernier intègre l'entreprise dans les années 1980-1990, et prend les fonctions de directeur industriel. Il devient ensuite co-directeur général, avant de prendre la tête de l'entreprise et de succéder à Georges Golay en 1997.
Quelques années plus tôt, en 1994, François-Henry Bennahmias, ancien golfeur professionnel, entre dans l'entreprise. Après avoir travaillé sur le marché français, il se tourne vers les marchés du Sud-Est asiatique et australien, tout en continuant à travailler sur le développement européen de la marque.
En 2006, Georges-Henri Meylan décide d'organiser un prix afin d'élire le meilleur entrepreneur européen de l'année dans le domaine de la haute technologie. Le Changing Times Award est lancé en partenariat. Le prix revient à la société MySQL AB. L'année suivante, les lauréats sont Parallels, Innovative Silicon et l'entreprise Vente-privee.com.
Avant de quitter les rênes de la manufacture, Georges-Henri Meylan participe au choix de son successeur. En 2009, c'est Philippe Merk qui lui succède. Il reste cependant membre du conseil d’administration et actionnaire de la marque.
En mai 2012, François-Henry Bennahmias prend la tête de la société. Il affirme souhaiter que la marque devienne « l'Apple horloger » et crée ses propres standards tout en cassant le status quo et en misant notamment sur un milieu alors complètement absent de l'horlogerie prestigieuse ; le Hip-Hop. Le rappeur Jay-Z notamment ou encore des stars issues de la diversité telles que LeBron James et Serena Williams deviennent les égéries de la manufacture.
En 2014, l'entreprise est toujours détenue par la famille des fondateurs. Jasmine Audemars préside le conseil d'administration de la manufacture.
En janvier 2024, Ilaria Resta devient CEO succédant ainsi à François-Henry Bennahmias.

### Communication

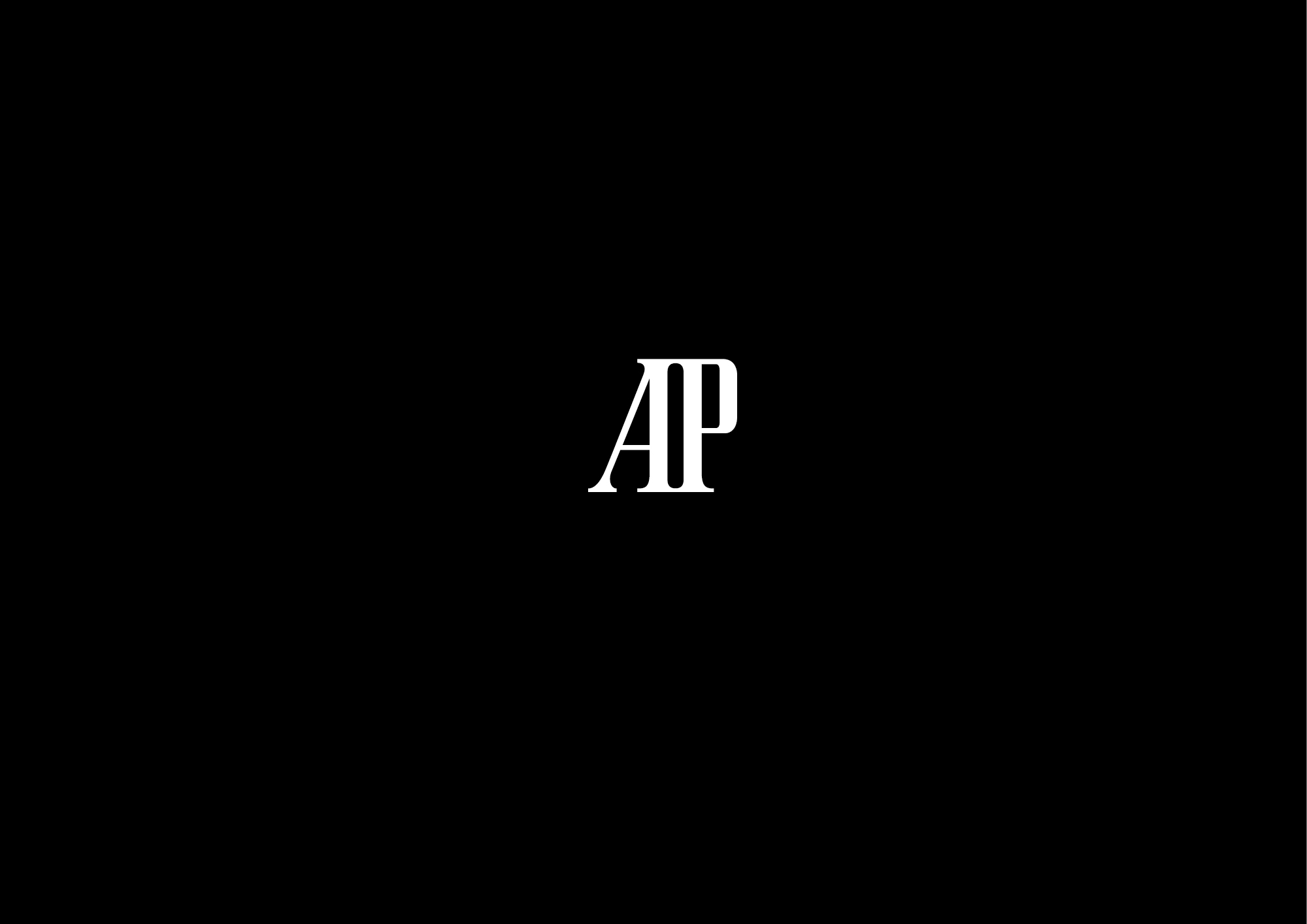
Monogramme d'Audemars Piguet.

Audemars Piguet lance son site internet en 1996.
En 1998, la marque change sa communication. Les campagnes de publicité axées sur le produit et le travail fait main, cèdent la place à une campagne de communication plus jeune, consacrée à l'univers du luxe. Les visuels posent la question : « Qui se cache derrière une montre Audemars Piguet ? ».
Un an plus tard, la campagne évolue. Elle met en valeur une montre portée au poignet d'un homme d'affaires.
En 2012, la marque lance une nouvelle campagne. Les deux photographes Dan Holdsworth et Richard Foster travaillent pour la marque. Certaines publicités évoquent la tradition et l'innovation tandis que d'autres mettent en valeur la vallée de Joux où est née l'entreprise. Le slogan devient : « Pour briser les règles, il faut d'abord les maîtriser. » (« To break the rules, you must first master them. »). Le logo est également revu et rajeuni[réf. souhaitée].
En septembre 2013, la marque lance une campagne de publicité destinée aux femmes. Le slogan de la campagne est « Chaque règle a son exception ».

## Sponsoring

### Sport

#### Nautisme
Dès les années 1980, Audemars Piguet commence à sponsoriser des athlètes, équipes et événements sportifs. De 1984 à 1991, la marque soutient ainsi le golfeur britannique Nick Faldo ou encore le bateau UBS Switzerland.
Début 2000, la marque sponsorise l'équipage nautique suisse Alinghi. Le 2 mars 2003, l'équipe Alinghi remporte la Coupe de l'America. La marque crée alors une série spéciale : la Royal Oak City of Sails, vendue à 2 007 exemplaires. Le modèle est fabriqué à partir d'un matériau issu de l'aéronautique et conçu pour régater. Un an plus tard, l'équipe suisse remporte à nouveau la coupe et la marque lance la Royal Oak Offshore Alinghi Team.
Chaque année depuis 2007, la marque sponsorise l'équipage du Ladycat. En 2009, la marque parraine l'équipe de L'Hydroptère, qui franchit la même année le record du monde de vitesse.

#### Échecs, danse

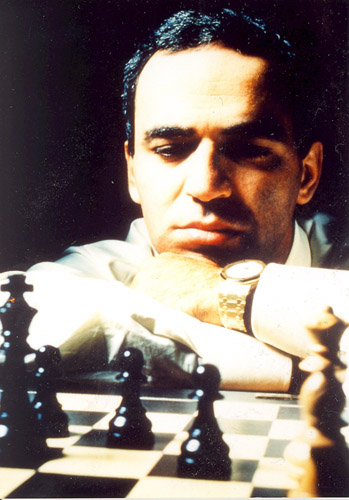
Portrait publicitaire de Garry Kasparov en 1996 pour la marque Audemars Piguet, dont il fut l’ambassadeur à cette période.

En 1996, Audemars Piguet lance la collection Millenary. La même année, le joueur d'échecs Garry Kasparov devient l'égérie de la manufacture. Un modèle doté d'un second fuseau horaire et d'un affichage de la réserve de marche est d'ailleurs créé en 1998 en son honneur.
En 2011, à l'occasion de la réouverture du célèbre théâtre russe, la manufacture crée la montre Jules Audemars Extra-Plate Bolchoï.

#### Courses automobiles
En 2005, Audemars Piguet s'associe avec la marque Maserati. La manufacture devient le principal partenaire du Trofeo Maserati, une course automobile européenne sur circuit. Ce partenariat aboutit à la création de la montre Dual Time Millenary Maserati. Un an plus tard, la Millenary MC12 est commercialisée, toujours en partenariat avec la marque automobile. Parallèlement, la marque horlogère sponsorise divers événements sportifs dans l'univers de la voile, du golf, du cricket. Elle est également partenaire de courses automobiles et chronométreur officiel de plusieurs compétitions comme le Tour Auto, le Spa Classic et le Gstaad Classic.
À la suite de son partenariat avec le Gstaad Classic, la marque lance en 2009 la Royal Oak Offshore Gstaad Classic 2009, vendue à 50 exemplaires, et le chronographe Jules Audemars Gstaad Classic en 2011.
À l'occasion du Tour Auto, la marque crée la Royal Oak Offshore Tour Auto 2009 la même année, puis la Royal Oak Offshore Tour Auto 2010 un an plus tard et le Chronographe Millenary Tour Auto 2011 l'année suivante.
La marque compte de nombreux pilotes comme égéries. Parmi eux, se trouvent Rubens Barrichello, Juan Pablo Montoya et Michael Schumacher. En 2008, la marque lance la Royal Oak Offshore Jarno Trulli, en honneur du pilote de Formule 1.
En mai 2011, la marque, chronométreur officiel du Spa Classic, profite de la course automobile pour présenter la nouvelle Royal Oak Gentleman Driver. Un peu plus tard dans l'année, elle commercialise la Royal Oak Offshore Sébastien Buemi, pilote et égérie de la marque depuis 3 ans. La montre est en titane microbillé sur bracelet en caoutchouc noir. Le jaune utilisé pour le cadran, rappelle la couleur du casque du pilote. En 2012, une nouvelle Royal Oak Offshore porte le nom du pilote de formule 1 Michael Schumacher. La montre est alors déclinée en platine, or rose et titane. Le motif noir et blanc rappelle le drapeau à damier, et les compteurs ceux d'une voiture de course.

#### Sportifs
En 2011, le footballeur Lionel Messi, ambassadeur de la marque depuis 2010, participe à l'élaboration d'une Royal Oak qui porte son nom, vendue en édition limitée à 1 000 exemplaires. Le joueur argentin est l'égérie de la marque tout comme Michael Schumacher ou LeBron James.
En septembre 2014, la marque lance la Royal Oak Offshore LeBron James, un modèle créé en partenariat avec le basketteur américain. La montre est fabriquée en or rose. Elle dispose d'un cadran gris et d'un poussoir serti de diamants. Elle est éditée à 600 exemplaires et vendue à plus de 40 000 euros.

#### Golf
En 2013, la manufacture lance une compétition sportive : l'AP Golf Trophy. Parmi les invités de marque se trouve le golfeur américain Peter Uihlein. Un an plus tard, le joueur devient l'égérie de la marque. En 2014, il est rejoint par trois autres golfeurs, Henrik Stenson, Victor Dubuisson et Kiradech Aphibarnrat.

### Environnement
Audemars Piguet fait don des bénéfices de certaines de ses créations à des œuvres caritatives. La marque a ainsi commercialisé une série de montres estampillées « The White House », dont les recettes ont été reversées à la Fondation Clinton. L'entreprise dispose également de sa propre fondation, lancée en 1992, qui encourage la reforestation et contribue à travers le monde à divers projets relatifs à l'éducation environnementale et à la préservation de la nature,. Parallèlement, la fondation œuvre pour que la nouvelle manufacture des Forges soit écoresponsable. Ce bâtiment est notamment chauffé par une centrale à bois desservant plusieurs maisons du Brassus.

### Culture

#### Musée Audemars Piguet
En 1992, les premières salles du musée Audemars Piguet ouvrent leurs portes au public. Il est alors installé dans la maison de Jules-Louis Audemars, cofondateur de la manufacture. En 2004, la maison familiale construite en 1868 ne suffit plus et c'est dorénavant tout un bâtiment qui abrite les collections. Le musée présente plus de 1300 garde-temps et couvre plus de 250 ans d'histoire.
En 2014, la marque lance le projet d'extension du siège social. Un nouveau pavillon est prévu pour recevoir le musée. La Maison des Fondateurs présente les modèles de la marque et combine des salles d'exposition, espaces de réunion et une structure destinée à la conservation des documents. Ce bâtiment accueille également la fondation de la marque.
En juin 2020, le Musée Atelier est ouvert. La spirale du Musée Atelier a été imaginée par l'agence BIG et réalisée par le bureau d’architecture suisse CCHE. La scénographie a été réalisée par le cabinet allemand Atelier Brückner. Il réunit 300 montres, et l’agencement du bâtiment permet de voir les équipes de la manufacture en plein processus de création, au travers de trois ateliers : Grandes Complications, Métiers d’art, Restauration.

#### Préservation des archives
En 2010, Audemars Piguet participe à la numérisation, la restauration et la préservation des archives du Festival de jazz de Montreux fondé par Claude Nobs. Trois ans plus tard, l'Unesco inscrit cette collection, qui comprend des milliers d’heures d’enregistrements, au registre Mémoire du monde[réf. nécessaire].

#### Commission d'art
En 2014, l'entreprise annonce la création d'une commission d'art annuelle. Chaque année, la manufacture invite un commissaire de renommée internationale pour la présider. Cette commission vise ainsi à soutenir les artistes à travers la création d'une œuvre d'art contemporain utilisant les thèmes propres à l'horlogerie : précision, mécanisme, etc. Les artistes présélectionnés sont invités au siège de l'entreprise au Brassus pour découvrir l'histoire de la marque et les traditions de la haute horlogerie, puis la manufacture met ses technologies et connaissances à disposition des artistes pour leur projet.